# Орадур (Канталь)
Ораду́р (фр. Oradour) — колишній муніципалітет у Франції, у регіоні Овернь-Рона-Альпи, департамент Канталь. Населення — 274 осіб (2011).
Муніципалітет був розташований на відстані близько 440 км на південь від Парижа, 100 км на південь від Клермон-Феррана, 39 км на схід від Оріяка.

## Історія
До 2015 року муніципалітет перебував у складі регіону Овернь. Від 1 січня 2016 року належав до нового об'єднаного регіону Овернь-Рона-Альпи.
1 січня 2017 року Орадур, Лавастрі, Невегліз i Сер'є було об'єднано в новий муніципалітет Невегліз-сюр-Трюїер.

## Демографія
Динаміка населення (INSEE ):
Розподіл населення за віком та статтю (2006):
| Стать | Всього | До 15 років | 15-24 | 25-44 | 45-64 | 65-85 | Понад 85 |
| --- | ------ | ----------- | ----- | ----- | ----- | ----- | -------- |
| Чоловіки | 152    | 36          | 16    | 36    | 24    | 36    | 4        |
| Жінки | 164    | 24          | 4     | 32    | 28    | 68    | 8        |
| \| Статево-вікова піраміда \| Статево-вікова піраміда \| Статево-вікова піраміда \| \| ----------------------- \| ----------------------- \| ----------------------- \| \| Чоловіки \| Вік \| Жінки \| \| 4 \| 85 + \| 8 \| \| 12 \| 80-84 \| 24 \| \| 0 \| 75-79 \| 12 \| \| 12 \| 70-74 \| 16 \| \| 12 \| 65-69 \| 16 \| \| 4 \| 60-64 \| 8 \| \| 4 \| 55-59 \| 4 \| \| 12 \| 50-54 \| 8 \| \| 4 \| 45-49 \| 8 \| \| 12 \| 40-44 \| 0 \| \| 12 \| 35-39 \| 8 \| \| 4 \| 30-34 \| 16 \| \| 8 \| 25-29 \| 8 \| \| 0 \| 20-24 \| 0 \| \| 16 \| 15-20 \| 4 \| \| 8 \| 10-14 \| 8 \| \| 16 \| 5-9 \| 8 \| \| 12 \| 0-4 \| 8 \| |        |             |       |       |       |       |          |
| Статево-вікова піраміда |        |             |       |       |       |       |          |
| Чоловіки | Вік    | Жінки       |       |       |       |       |          |
| 4 | 85 +   | 8           |       |       |       |       |          |
| 12 | 80-84  | 24          |       |       |       |       |          |
| 0 | 75-79  | 12          |       |       |       |       |          |
| 12 | 70-74  | 16          |       |       |       |       |          |
| 12 | 65-69  | 16          |       |       |       |       |          |
| 4 | 60-64  | 8           |       |       |       |       |          |
| 4 | 55-59  | 4           |       |       |       |       |          |
| 12 | 50-54  | 8           |       |       |       |       |          |
| 4 | 45-49  | 8           |       |       |       |       |          |
| 12 | 40-44  | 0           |       |       |       |       |          |
| 12 | 35-39  | 8           |       |       |       |       |          |
| 4 | 30-34  | 16          |       |       |       |       |          |
| 8 | 25-29  | 8           |       |       |       |       |          |
| 0 | 20-24  | 0           |       |       |       |       |          |
| 16 | 15-20  | 4           |       |       |       |       |          |
| 8 | 10-14  | 8           |       |       |       |       |          |
| 16 | 5-9    | 8           |       |       |       |       |          |
| 12 | 0-4    | 8           |       |       |       |       |          |

## Економіка
2010 року серед 154 осіб працездатного віку (15—64 років) 111 були активними, 43 — неактивними (показник активності 72,1%, у 1999 році було 71,9%). З 111 активних мешканців працювали 104 особи (63 чоловіки та 41 жінка), безробітними було 7 (5 чоловіків та 2 жінки). Серед 43 неактивних 10 осіб було учнями чи студентами, 17 — пенсіонерами, 16 були неактивними з інших причин.

У 2010 році в муніципалітеті числилось 129 оподаткованих домогосподарств, у яких проживали 288,0 особи, медіана доходів виносила 14 708 євро на одного особоспоживача